# Le Bel Espoir
Pour plus de détails, voir Fiche technique et Distribution.
Le Bel Espoir (Miss Susie Slagle's) est un film américain réalisé par John Berry et sorti en 1946.

## Synopsis
En 1910, à Baltimore, un étudiant en soins infirmiers tombe amoureux d’un jeune interne en médecine, mais leur vie commence à s’effondrer lorsqu’il attrape une maladie mortelle.

## Fiche technique
- Titre : Le Bel Espoir
- Titre original : Miss Susie Slagle's
- Réalisation : John Berry
- Scénario et adaptation : Hugo Butler, Anne Froelich, Adrian Scott et Theodore Strauss d'après le roman Miss Susie Slagel's de Augusta Tucker
- Direction artistique : Hans Dreier et A. Earl Hedrick
- Décors : Bertram C. Granger
- Costumes : Mary Kay Dodson et Edith Head
- Musique : Daniele Amfitheatrof
- Photographie : Charles Lang
- Montage : Archie Marshek
- Producteur : John Houseman producteur associé
- Société de production et de distribution : Paramount Pictures
- Pays d'origine : États-Unis
- Langue : Anglais
- Format : Noir et blanc - 35 mm - 1,37:1 - Son : Mono (Western Electric Recording)
- Genre : drame
- Durée : 88 minutes
- Dates de sortie :
  - États-Unis : 6 février 1946 (New York)
  - États-Unis : 8 mars 1946 (sortie nationale)

## Distribution
- Veronica Lake : Nan Rogers
- Sonny Tufts : Pug Prentiss
- Joan Caulfield : Margaretta Howe
- Lillian Gish : Mlle Susie Slagle
- Ray Collins : Dr Elijah Howe
- Billy De Wolfe : Ben Mead
- Bill Edwards : Elijah Howe Jr.
- Roman Bohnen : Dean Wingate
- Morris Carnovsky : Dr Fletcher
- Lloyd Bridges : Silas Holmes
- Dorothy Adams : Mme Johnson
- Theodore Newton : Dr Boyd

Acteurs non crédités :
- Frederick Burton : Dr Bowen
- Bobby Driscoll : Garçon avec un chien blessé